# Impatiens puberula
Impatiens puberula là một loài thực vật có hoa trong họ Bóng nước. Loài này được DC. mô tả khoa học đầu tiên năm 1824.